# Xenon
För andra betydelser, se Xenon (olika betydelser).
Xenon är ett icke-metalliskt grundämne med atomnummer 54 och kemiskt tecken Xe. Det är en tung, färg- och luktlös ädelgas som förekommer i mindre mängder i jordens atmosfär. Även om gasen sällan reagerar med andra ämnen så kan xenon genomgå ett fåtal kemiska reaktioner som exempelvis bildandet av xenonhexafluorplatinat (PtF6Xe), den första ädelgasföreningen som framställts.
Naturligt förekommande xenon består av nio stabila isotoper, men det finns även ett 40-tal instabila isotoper som genomgår radioaktivt sönderfall. Proportionerna av olika xenonisotoper är ett viktigt verktyg vid studiet av solsystemets tidiga historia. Xenon-135 bildas som ett resultat av fission och agerar som neutronabsorbent i kärnreaktorer.
Xenon används i blixtlampor och i båglampor, och som ett generellt anestetikum. Den första excimerlasern använde xenondimermolekylen (Xe2) som sitt aktiva lasermedium och i de tidigaste lasrarna användes xenonblixtlampor som laserpumpar. Xenon används även i sökandet efter hypotetiska svagt interagerande tunga partiklar, och som drivämne för jonmotorer i rymdfarkoster.

## Historia
Xenon upptäcktes i England av William Ramsay och Morris Travers den 12 juli 1898, en kort tid efter deras upptäckt av grundämnena krypton och neon.  Med en maskin som kunde framställa flytande luft försökte de två forskarna extrahera en tyngre gas med fraktionerad destillation ur flytande krypton. Ramsay föreslog namnet xenon för gasen utifrån det grekiska ordet ξένον [xenon], neutrum-singular-formen av ξένος [xenos], vilket betyder främmande, annorlunda, eller gäst. 1902 uppskattade Ramsay proportionen xenon i jordens atmosfär till en på 20 miljoner.
Under 1930-talet började ingenjören Harold Edgerton att undersöka stroboskoptekniken för höghastighetsfotografier. Detta fick honom att uppfinna xenonblixtlampan. I xenonblixtlampan alstras ljus genom att man sänder en hastig elektrisk ström genom ett glasrör fyllt med xenongas. 1934 kunde Edgerton generera korta blixtar (cirka en mikrosekund) med hjälp av metoden.
Albert R. Behnke Jr. började 1939 utforska orsakerna till "berusningen" hos djuphavsdykarna i den amerikanska flottan. Han undersökte effekterna av olika inandningsblandningar på sina testpersoner, och upptäckte att detta ledde till att dykarna kände av en förändring av djupet de befann sig på, trots att de i själv verket befann sig på samma djup som tidigare. Från dessa resultat drog han slutsatsen att xenongas kunde tjäna som ett generellt anestetikum. Trots att Lazharev, i Ryssland, ska ha studerat xenonanestetikum redan 1941 publicerades inte den första vetenskapliga rapporten om xenons anestetiska effekt förrän 1946, och då av J.H. Lawrence, som hade utfört experiment på möss. 1951 användes xenon för första gången som ett kirurgiskt anestetikum av Stuart C. Cullen, som framgångsrikt opererade två patienter med denna bedövningsmetod.
1960 upptäckte den amerikanska fysikern John Reynolds att vissa meteoriter innehöll en isotopisk avvikelse i form av ett överflöd av xenon-129. Han kom fram till att detta var en sönderfallsprodukt av radioaktiva jod-129. Eftersom halveringstiden för 129I är 16 miljoner år påvisade detta att meteoriterna hade bildats under solsystemets tidiga historia, eftersom 129I-isotopen troligtvis blev till innan solsystemet antagit sin form.
Man trodde under lång tid att xenon och andra ädelgaser inte kunde bilda några som helst former av kemiska föreningar. Men under den tid då Neil Bartlett undervisade på University of British Columbia upptäckte han att gasen platinahexafluorid (PtF6), som är ett kraftigt oxiderande ämne, kunde oxidera syrgas (O2) till att bilda dioxygenylhexafluorplatinat (O2+[PtF6]−). Eftersom O2 och xenon har näst intill samma första jonisationspotential insåg Bartlett att platinahexafluorid kanske även kan oxidera xenon. Den 23 mars 1962 blandade han de två gaserna och producerade den första kända ädelgasföreningen, xenonhexafluorplatinat. Bartell trodde att föreningens sammansättning var Xe+[PtF6]−, även om senare studier har påvisat att det förmodligen rörde sig om en blandning innehållande flera xenonsalter. Sedan dess har många andra xenonföreningar upptäckts, och vissa föreningar av ädelgaserna argon, krypton och radon har även identifierats, däribland argonfluorhydrid (HArF), kryptondifluorid (KrF2), och radonfluorid.

## Förekomst
Xenon är en spårgas i jordens atmosfär, och förekommer i cirka 0,087±0,001 miljontedelar (ppm eller μL/L). Den återfinns även bland de gaser som avges från naturliga vattenkällor. Vissa radioaktiva varianter av xenon, exempelvis 133Xe och 135Xe, bildas genom neutronbestrålning av klyvbart material i kärnreaktorer.
Kommersiellt framställs xenon som en biprodukt till separationen av luft till syrgas och kvävgas. Efter separationen, som vanligen utförs genom fraktionsdestillation i en dubbelkolonnsanläggning, kommer det flytande syret som producerats att innehålla en liten mängd krypton och xenon. Genom ytterligare steg i fraktionsdestillationen kan det flytande syret anrikas så att det innehåller 0,1–0,2 % krypton-/xenonblandning, vilket utvinns antingen genom adsorption till kiselsyragel eller genom destillation. Slutligen kan krypton-/xenonblandningen separeras till krypton och xenon genom destillation. Extraktionen av en liter xenon från atmosfären kräver cirka 220 wattimmar energi. Världsproduktionen av xenon 1998 uppskattdes till mellan 5 000 och 7 000 m3. På grund av den låga tillgången till xenon så är gasen betydligt dyrare än de lättare ädelgaserna – det uppskattade priset på köp av mindre kvantiteter xenon i Europa 1999 låg på 10 €/L för xenon, 1 €/L för krypton, och 0,20 €/L för neon.
Xenon är relativt ovanlig i solens atmosfär, på jorden, och i asteroider och kometer. Mars atmosfär påvisar ungefär samma halt xenon som jordens: 0,08 ppm. Emellertid påvisar mars en högre halt 129Xe än på jorden och solen. Eftersom den här isotopen blir till genom radioaktivt sönderfall, indikerar mätresultaten att mars förlorade större delen av sin ursprungliga atmosfär, förmodligen inom de första 100 miljoner åren efter att planeten blev till. Som kontrast har planeten Jupiter en ovanligt hög halt xenon i sin atmosfär, cirka 2,6 gånger så mycket som på solen. Man har ännu inte funnit någon förklaring till de höga halterna, men det kan ha berott på en tidig och snabb uppbyggnad av planetesimaler – små, subplanetära himlakroppar – innan solnebulosan började hettas upp. (Annars hade inte xenon ha kunnat fångats upp i planetesimalernas isar). Inom solsystemet är mängden xenon (i alla dess isotoper) 1,56 × 10−8, eller en på 64 miljoner av den totala massan. Problemet med den låga halten jordnära xenon kan delvis besvaras med xenons kovalenta bindningar till syret i kvarts, vilket reducerar mängden xenon i atmosfären.
Till skillnad mot de lättare ädelgaserna bildas inte xenon vid stellär kärnsyntes i stjärnor. Grundämnen tyngre än järn-56 har en nettoenergikostnad för att produceras genom fusion, så en stjärna tjänar ingen energi på att skapa xenon. Istället bildas många xenonisotoper genom supernovaexplosioner.

## Kännetecken

Ett elektronskalsdiagram över xenon. Notera de åtta elektronerna i det yttersta skalet.

Xenon är definierat som en atom med 54 protoner i kärnan. Vid standardtryck och -temperatur har ren xenongas en densitet på 5,761 kg/m3, cirka 4,5 gånger högre än ytdensiteten i jordens atmosfär, 1,217 kg/m3. Som vätska har xenon en densitet på upp till 3,1 g/mL, med den högsta densiteten vid trippelpunkten. Under samma förhållanden är fast xenons densitet, 3,640 g/cm3, högre än genomsnittsdensiteten för granit, 2,75 g/cm3. Under tryck på cirka en gigapascal har man lyckats tvinga in xenon i en metallisk fas.
Xenon tillhör den grupp grundämnen som saknar valenselektroner, de så kallade ädelgaserna. Den reagerar ogärna i de flesta kemiska reaktioner (som exempelvis förbränning) eftersom det yttre elektronskalet redan innehåller åtta elektroner. Detta skapar en stabil lågenergikonfiguration i vilken de yttre elektronerna är starkt sammanbundna. Gasen kan dock oxideras med hjälp av kraftigt oxiderande ämnen, och många xenonföreningar har framställt genom denna typ av reaktion.
I ett urladdningsrör avger xenon ett blått eller lavendelfärgat sken då gasen exciteras genom elektrisk urladdning. Xenon avger även ett band av spektrallinjer som spänner sig över det synliga spektrumet,
men det mest intensiva linjerna framkommer i det blå spektrumet, vilket ger färgen.

## Isotoper
Naturligt förekommande xenon består nio stabila isotoper. Isotoperna 124Xe, 134Xe och 136Xe antas genomgå dubbelt betasönderfall, men detta har aldrig observerats så de anses vara stabila. Förutom dessa stabila former finns det över 40 instabila isotoper som har studerats. 129Xe bildas under betasönderfall av 129I, som har en halveringstid på 16 miljoner år, medan 131mXe, 133Xe, 133mXe, och 135Xe är produkter av fission av både 235U och 239Pu, och därför används de som indikatorer vid atomexplosioner. De olika xenonisotoperna blir till genom supernovaexplosioner, röda jättar som har förverkat vätet i sina kärnor och gått in i den asymptotiska jättegrenen, klassiska novaexplosioner och det radioaktiva sönderfallet av grundämnen såsom jod, uran och plutonium.
Den artificiella isotopen 135Xe är av hög betydelse i driften av kärnkraftsreaktorer. 135Xe har avsevärt tvärsnitt för termiska neutroner, 2,6 ×106 barn, på så vis fungerar det som neutronabsorbent och kan därigenom sakta ner eller stoppa kedjereaktionen efter en viss period i driften. Detta upptäcktes i de tidigaste kärnkraftsreaktorerna som byggdes av det amerikanska Manhattanprojektet för plutoniumproduktion. Lyckligtvis hade konstruktörerna vidtagit åtgärder i utformningen för att öka reaktorns reaktivitet (antalet neutroner per fission som fortsätter dela atomer i kärnbränslet). 135Xe absorberande förmåga spelade en viktig roll i Tjernobylolyckan.
Under dåliga förhållanden kan relativt höga halter xenon observeras läcka ut från kärnkraftsreaktorer på grund av utsläppen av fissionsprodukter från spruckna bränslestavar, eller klyvning av uran i avkylningsvatten.
Eftersom xenon är ett spårämne för två föräldraisotoper så är dess halter i meteoriter ett viktigt verktyg för att studera solsystemets uppkomst och utveckling. Jod-xenon-metoden för radiometrisk datering ger den tid som förflutit mellan nukleosyntes och komprimeringen av ett fast objekt från solnebulosan. Xenons olika isotophalter som exempelvis 129Xe/130Xe och 136Xe/130Xe är även ett viktigt verktyg för att förstå jorddifferentiering och tidiga gasutsläpp. Överskotts-129Xe som hittats tillsammans med koldioxid i källgaser i New Mexico antas komma från sönderfall av gaser med sitt ursprung i jordmanteln strax efter jordens bildande.

## Kemiska föreningar
Se även: Kategori:Xenonföreningar

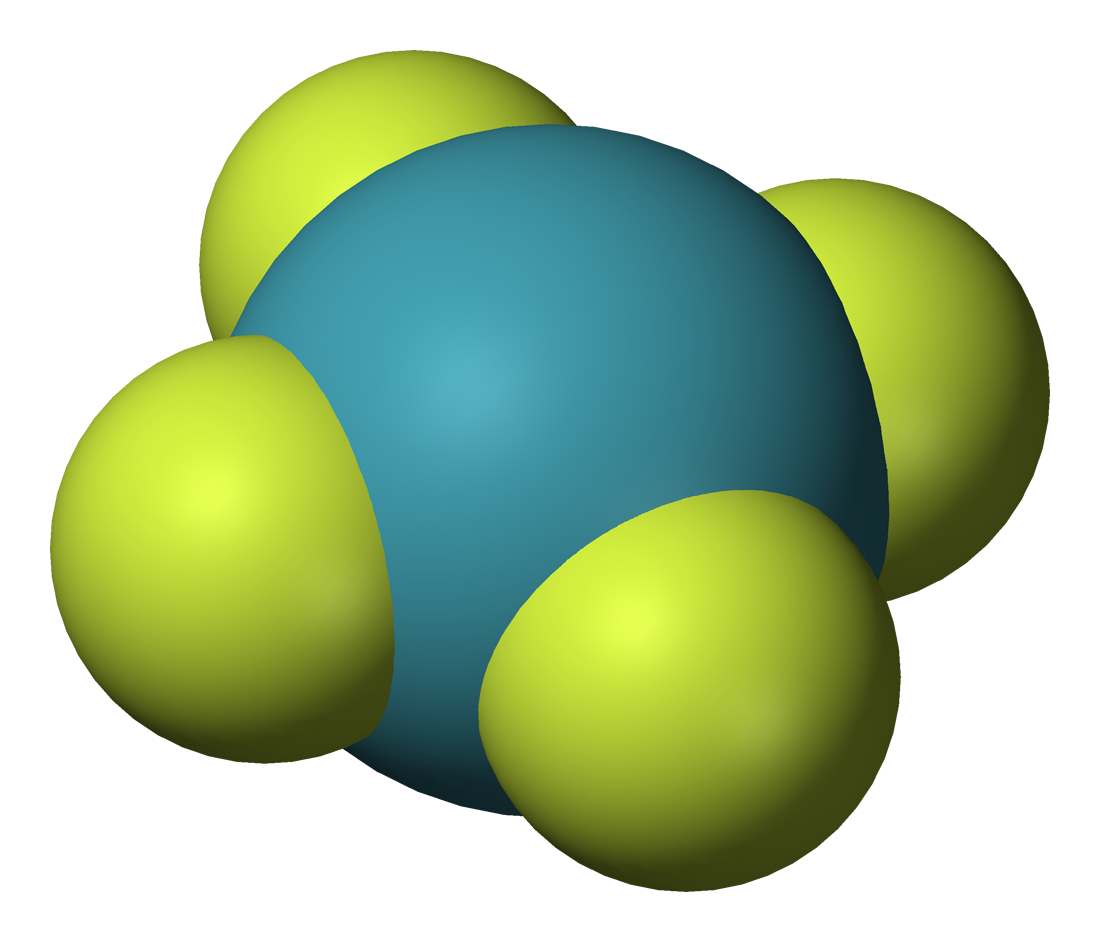
Xenontetrafluorid.

Xenonhexafluorplatinat var den första kemiska föreningen med xenon, framställd 1962. Efter detta har ytterligare många föreningar med xenon upptäckts och framställts. Några exempel på sådana föreningar är xenondifluorid (XeF2), xenontetrafluorid (XeF4), xenonhexafluorid (XeF6), xenontetroxid (XeO4), och natriumperxenat (Na4XeO6). En högexplosiv förening, xenontrioxid (XeO3), har också skapats. De flesta av de över 80 xenonföreningar som man hittat så här långt innehåller elektronegativa fluor- eller syreatomer. När andra atomer binds (exempelvis väte eller kol) är de oftast en del av en molekyl som innehåller fluor eller syre. Vissa xenonföreningar är färgade, men de flesta är färglösa.
1995 tillkännagav ett forskarlag vid Helsingfors universitet i Finland (M. Räsänen et al.) att de lyckats framställa xenondihydrid (HXeH), och senare xenonhydridhydroxid (HXeOH), hydroxenonacetylen (HXeCCH), och en rad andra xenoninnehållande molekyler. Deutererade molekyler som HXeOD och DXeOH har även framställts.

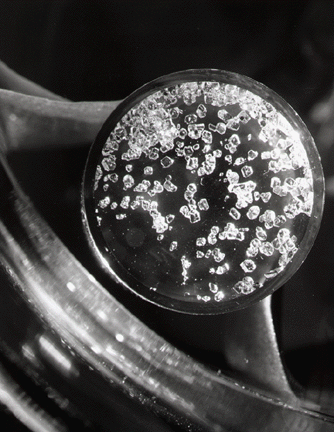
XeF_{4}-kristaller, 1962.

Precis som föreningar där xenon bildar kemiska bindningar så kan det även bildas klatratsubstanser där xenonatomer insluts i en annan förenings kristallstruktur. Ett exempel är xenonhydrat (Xe·5,75 H2O), där xenonatomer upptar hålrummen i vattenmolekyler. Den deutererade varianten av detta hydrat har även framställts. Sådana klatrathydrater kan förekomma naturligt vid förhållanden med högt tryck, som exempelvis i Vostoksjön under Antarktis istäcke. Klatratformation kan användas för att destillera mindre mängder xenon, argon och krypton. Xenon kan även bilda endohedrala fullerenföreningar, där en xenonatom fångas in i en fullerenmolekyl. Den xenonatom som fångats inuti fullurenet kan övervakas genom 129Xe-kärnmagnetisk resonansspektroskopi. Med hjälp av den här tekniken kan kemiska reaktioner på fullurenmolekyler analyseras tack vare känsligheten i det kemiska skiftet för xenonatomen till dess omgivning. Emellertid har xenonatomen även en elektrisk påverkan på reaktiviteten hos fulleren.

## Användningsområden
Trots att xenon är ovanligt och relativt dyrt att framställa från jordens atmosfär, så har ämnet fortfarande ett antal användningsområden.

### Gasurladdningslampor

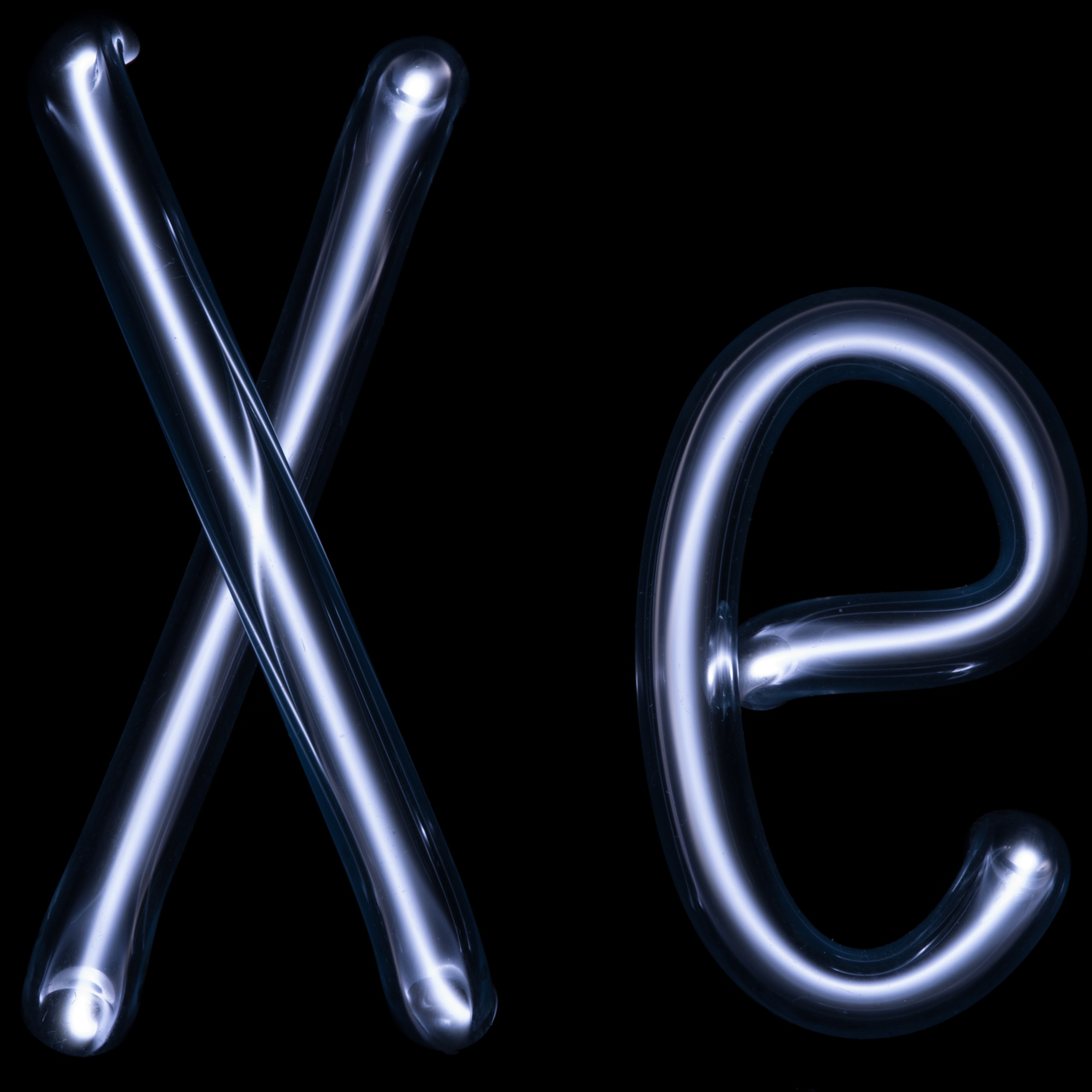
Xenon i formade Geisslerrör.

Xenon används i ljusemitterande så kallade xenonblixtlampor, som används i fotoblixtar och stroboskoplampor; för att excitera det aktiva mediet i lasrar vilka sedan genererar koherent ljus; och, ibland, bactericidiska lampor. Den första halvledarlasern, uppfunnen 1960, pumpades av en xenonblixtlampa, och lasrar som använder sig av fusion genom tröghetsinneslutning pumpas även de med hjälp av xenonblixtlampor.

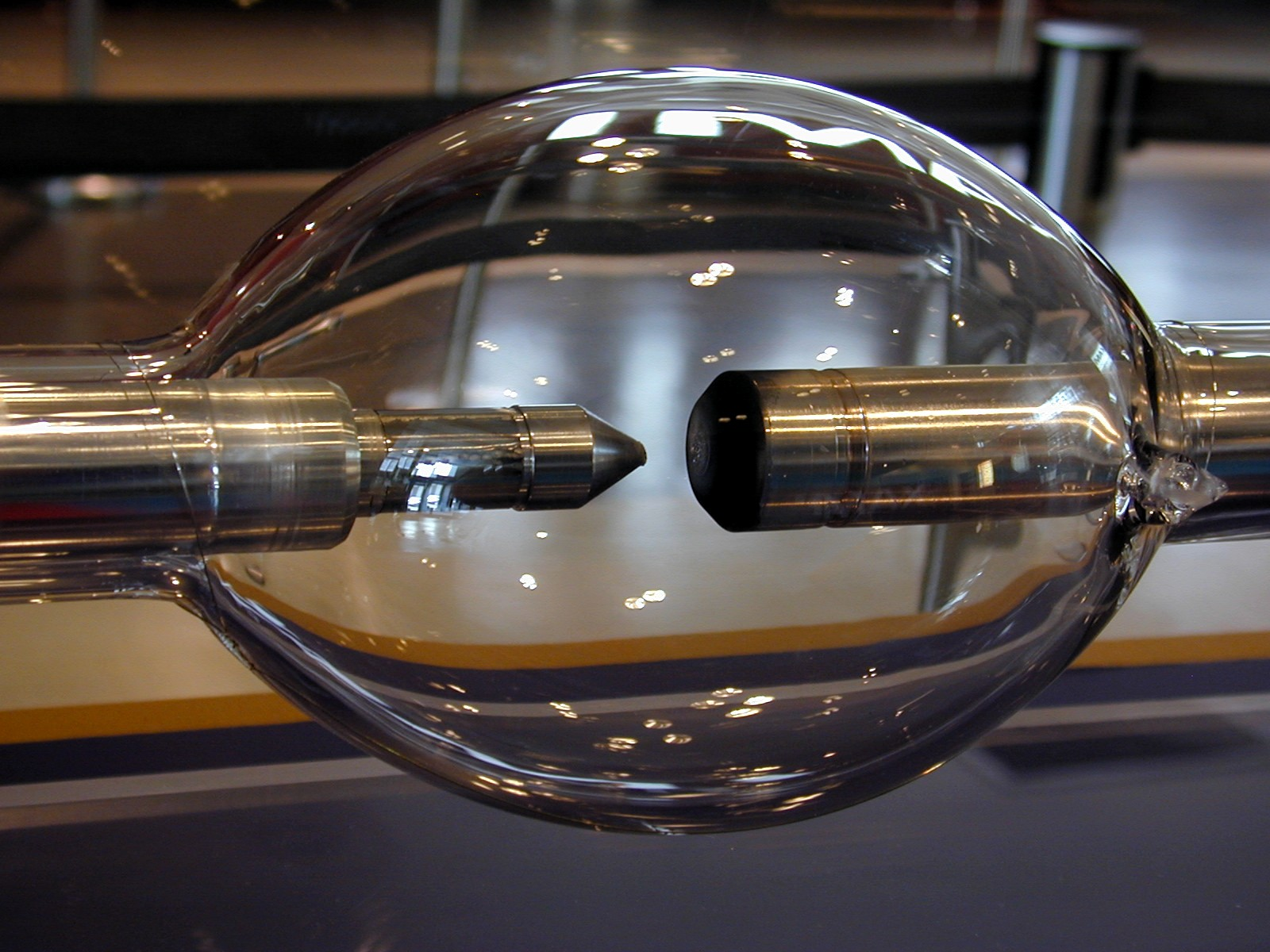
En kortbågslampa med xenon.

Fortlöpande, kortbågade, högtrycksxenonbåglampor har en vitbalans som nära överensstämmer med solljuset mitt på dagen, och de används därför i solsimulatorer. Kromaticiteten hos dessa lampor stämmer nästan överens med den hos ett upphettat svartkroppselement med en temperatur nära solens. Strax efter att dessa lampor introducerades under 1940-talet så började de ersätta kolbåglampor i filmprojektorer. De används i typiska 35 mm- och IMAX-filmprojektionssystem, självgående urladdningslampor i bilstrålkastare och andra specialiserade användningsområden. Dessa båglampor är en utmärkt källa för kortvågig ultraviolett strålning och de har intensiv utstrålning nära det infraröda, vilket används i vissa mörkerseendesystem.
De individuella cellerna i en plasmaskärm innehåller en blandning av xenon och neon som omvandlas till ett plasma med hjälp av elektroder. Samspelet mellan plasmat och elektroderna skapar ultravioletta fotoner, som sedan exciterar fosforbeläggningen på skärmens framsida.
Xenon används som "initieringsgas" i högtrycksnatriumlampor. Det har den lägsta värmeledningsförmågan och den lägsta jonisationspotentialen av alla icke-radioaktiva ädelgaser. I egenskap av ädelgas så stör den inte de kemiska reaktionerna i lampan. Den låga värmeledningsförmågan minimerar värmeförluster i lampan när den övergått till driftstadiet, vilket gör att lampan har enklare att komma igång.

### Lasrar
Under 1962 upptäckte en grupp forskare vid Bell Laboratories laserverkan hos xenon, och senare att lasereffekten förbättrades ytterligare genom att tillsätta helium till lasermediet. Den första excimerlasern använde en xenondimermolekyl (Xe2) som stimulerats av en elektronstråle för att producera stimulerad emission vid en ultraviolett våglängd på 176 nm. Xenonklorid och xenonfluorid har även de använts i excimerlasrar. Xenonkloridlasern har till exempel använts inom viss dermatologi.

### Anestesi
Xenon har använts som ett generellt anestetikum, men det är dyrt. Trots detta så börjar anestesimaskiner som kan erbjuda xenon att komma ut på europeiska marknaden. Det har föreslagits två mekanismer för xenonanestesi. Den första innefattar hämmande av kalcium-ATPas-pumpen – den mekanism som cellerna använder för att föra bort kalcium (Ca2+) – i cellmembranet hos synapser. Detta sker på grund av en konformationsändring då xenonet binder till opolära områden inuti proteinet. Den andra mekanismen fokuserar på den ickespecifika växelverkan mellan anestetika och lipidmembranet.
Xenon har ett MAC-värde (minimum alveolar concentration) på 0,63, vilket innebär att xenon är 50 % mer kraftfull än N2O som ett anestetikum. Således kan det användas tillsammans med högre halter syrgas vilket minskar risken för hypoxi. Till skillnad mot lustgas (N2O) är xenon inte en växthusgas, vilket gör att den betraktas som ett miljövänligare val. På grund av det höga priset på xenon kommer det ekonomiska användandet att kräva ett slutet system så att gasen kan återanvändas genom att filtreras ordentligt mellan användningarna.

### Nervskyddande
Xenon har hittat tillämpningar för att behandla hjärnskador, då det är en antagonist till N-metyl-d-aspartate receptorer (NMDA receptorer). 
Dessa receptorer förvärrar skador av syrebrist och xenon fungerar bättre som skydd för nerver än ketamin eller dikväveoxid (lustgas), som har oönskade bieffekter.
Xenon lades till som ingrediens i ventilatorblandningen för en nyfödd bebis på St. Michael's Hospital, Bristol, Storbritannien, vars livschanser annars var äventyrade, och var framgångsrik, som ledde till tillstånd för klinisk prövning för liknande fall.
Behandlingen görs samtidigt med att kroppen kyls (hypotermi) till en kroppstemperatur på 33.5 °C.

### Dopingmedel
Inhalering av xenongas stimulerar kroppens egen produktion i njurarna av hormonet erytropoetin (Epo), som har en funktion vid regleringen av erytrocytproduktionen. Konstgjord tillförsel av Epo är en av de mest effektiva dopningsformerna och förbjuden enligt World Anti-Doping Agencys gällande regelverk, men i dag finns inga tester som kan bevisa fusk utfört med stimulering genom xenongas. Det har gjorts djurförsök med xenon och under loppet av ett dygn ökade Epo-produktionen med en faktor på 1,6.

### Övrigt
Inom vissa användningsområden av atomenergi används xenon bland annat i bubbelkammare, sonder, och i andra områden där hög formelmassa och lågreagent miljö eftersträvas.

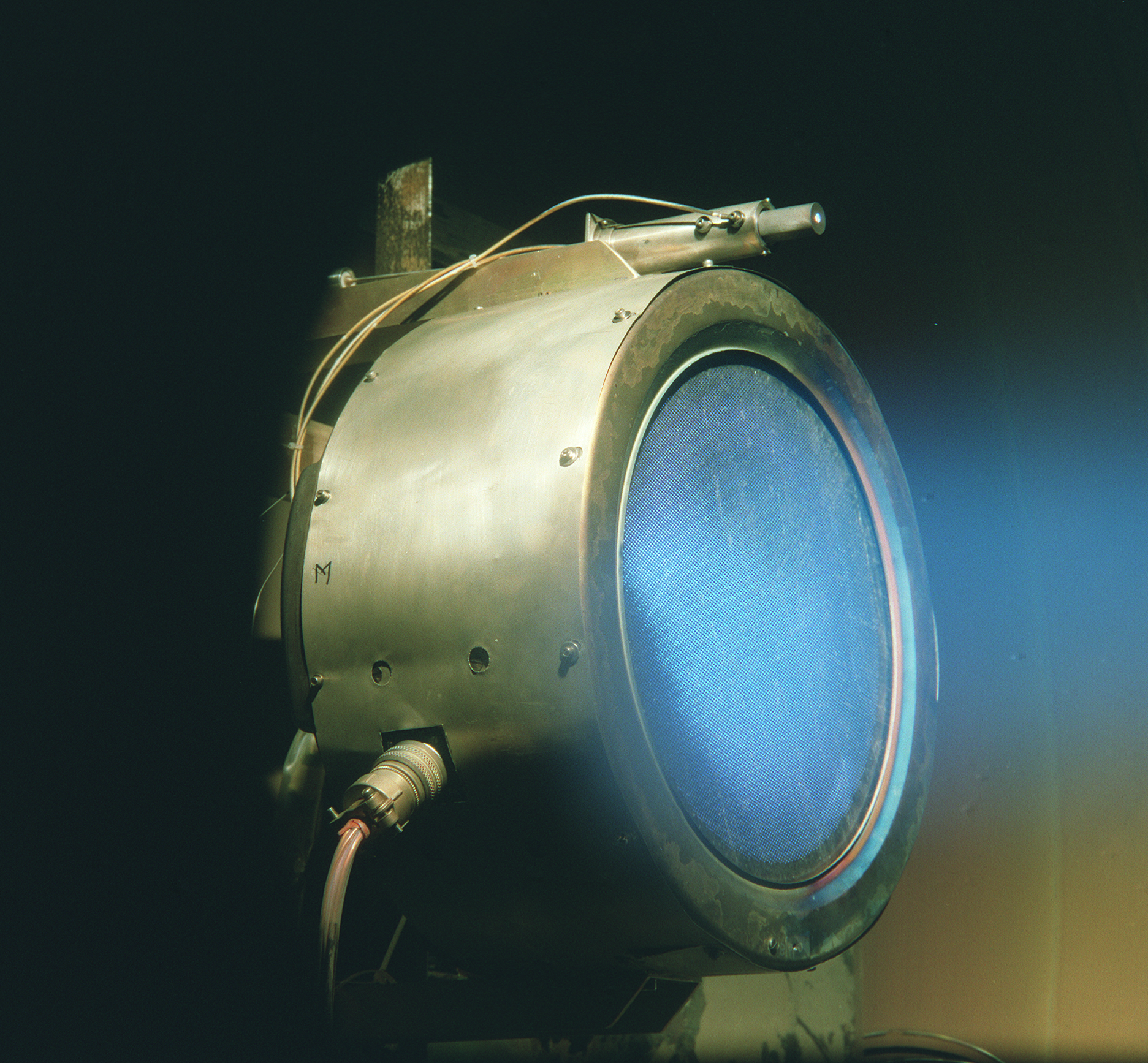
En prototyp av en xenonjonmotor som testas vid NASA:s Jet Propulsion Laboratory.

Flytande xenon används som ett sätt att upptäcka hypotetiska svagt interagerande tunga partiklar, eller "WIMPs". Då en WIMP kolliderar med en xenonkärna borde den, rent hypotetiskt, tappa en elektron och bilda en primär scintillation. Med hjälp av xenon kan det här energiutbrottet sedan lätt urskiljas från liknande fall som orsakats av andra partiklar som exempelvis kosmisk strålning. Emellertid så har XENON-experimentet vid Laboratori Nazionali del Gran Sasso i Italien ännu inte lyckats att hitta några bekräftade WIMP:s.
Xenon är det föredragna bränslet för jonmotorer på rymdfarkoster på grund av sin låga jonisationspotential per massenhet, möjligheten att kunna förvara ämnet i flytande form nära rumstemperatur (men under högt tryck) samtidigt som det enkelt omvandlas tillbaka till en gas som kan driva motorn. Eftersom xenon ogärna reagerar så är det vänligt mot omgivningen och mindre tärande på jonmotorn än andra bränslen som exempelvis kvicksilver eller cesium. Xenon användes först i satellitjonmotorer under 1970-talet. Det kom senare att användas som ett drivmedel för Europas SMART-1-rymdfarkost. och för de tre jonmotorerna i Nasas Dawn-rymdsond.
Kemiskt sett används perxenatföreningar som oxidationsmedel inom analytisk kemi. Xenondifluorid används som ett etsningsmedel för kisel, och då särskilt inom produktionen av mikroelektromekaniska system (MEMS).  Anticancermedicinen 5-fluorouracil kan framställas genom att låta xenondifluorid reagera med uracil. Xenon används även inom proteinkristallografi. Applicerad till en proteinkristall under tryck mellan 0,5 och 5 MPa (5 till 50 atm) binder xenonatomer i framförallt proteinernas hydrofoba håligheter, vilket ofta skapar ett isomorft tungatomsderivat av hög kvalitet som kan användas för att lösa fasproblem.

## Säkerhetsåtgärder
Xenon kan förvaras säkert i vanliga förseglade glas- eller metallbehållare vid standardtryck och -temperatur. Emellertid så löser det sig gärna i många plaster och gummi, och kommer därför gradvis att försvinna ur behållare som förslutits med sådana material. Xenon är ogiftig, även om det löser sig i blod och tillhör en liten grupp av ämnen som kan penetrera blod-hjärnbarriären vilket leder till mild eller fullständig kirurgisk bedövning då den inhaleras tillsammans med höga koncentrationer syrgas (se underrubriken anestesi ovan). Många xenonföreningar är explosiva och giftiga på grund av sina starkt oxiderande egenskaper.
Ljudets hastighet i xenon är cirka 169 m/s, det vill säga avsevärt lägre än i luft. (på grund av den lägre medelhastigheten hos de tunga xenonatomerna jämfört med de betydligt lättare kväve- och syremolekylerna), så xenon sänker därmed resonansfrekvensen hos stämbanden då gasen inhaleras. Detta skapar en karaktäristisk lägre röst, till skillnad mot den högre röst man får om man andas in helium. Likt helium så tillgodoser inte xenon kroppens behov av syre och kan därför lätt leda till kvävning; på grund av detta tillåter många universitet inte längre det här tricket som en allmän kemisk demonstration. Eftersom xenon är dyrt så används gasen svavelhexafluorid, som har ungefär samma formelmassa (146 mot 131), vanligtvis för den här typen av demonstrationer, även om också den här gasen kan kväva.
Det är möjligt att på ett säkert sätt andas in tunga gaser som xenon eller svavelhexafluorid när de är utblandade med 20 % syre (även om xenon i den här koncentration visserligen skulle leda till medvetslöshet på grund av sin egenskap som ett generellt anestetikum). Lungorna blandar gaserna väldigt effektivt och snabbt, så att de tunga gaserna rensas bort med syret så att det inte ansamlas i botten av lungorna. Det finns å andra sidan en fara som förknippas med alla tunga gaser i större mängder: Om en person kommer in i en behållare som innehåller stora mängder av en tung gas så kan han eller hon omedvetet andas in den osynliga, luktfria gasen utan att vara medveten om det. Xenon används sällan i tillräckligt stora mängder för att detta ska bli ett problem, men den potentiella faran finns varje gång som en tank eller behållare med xenon fraktas eller lagras på en oventilerad plats.